# The Class Struggle in the Ancient Greek World

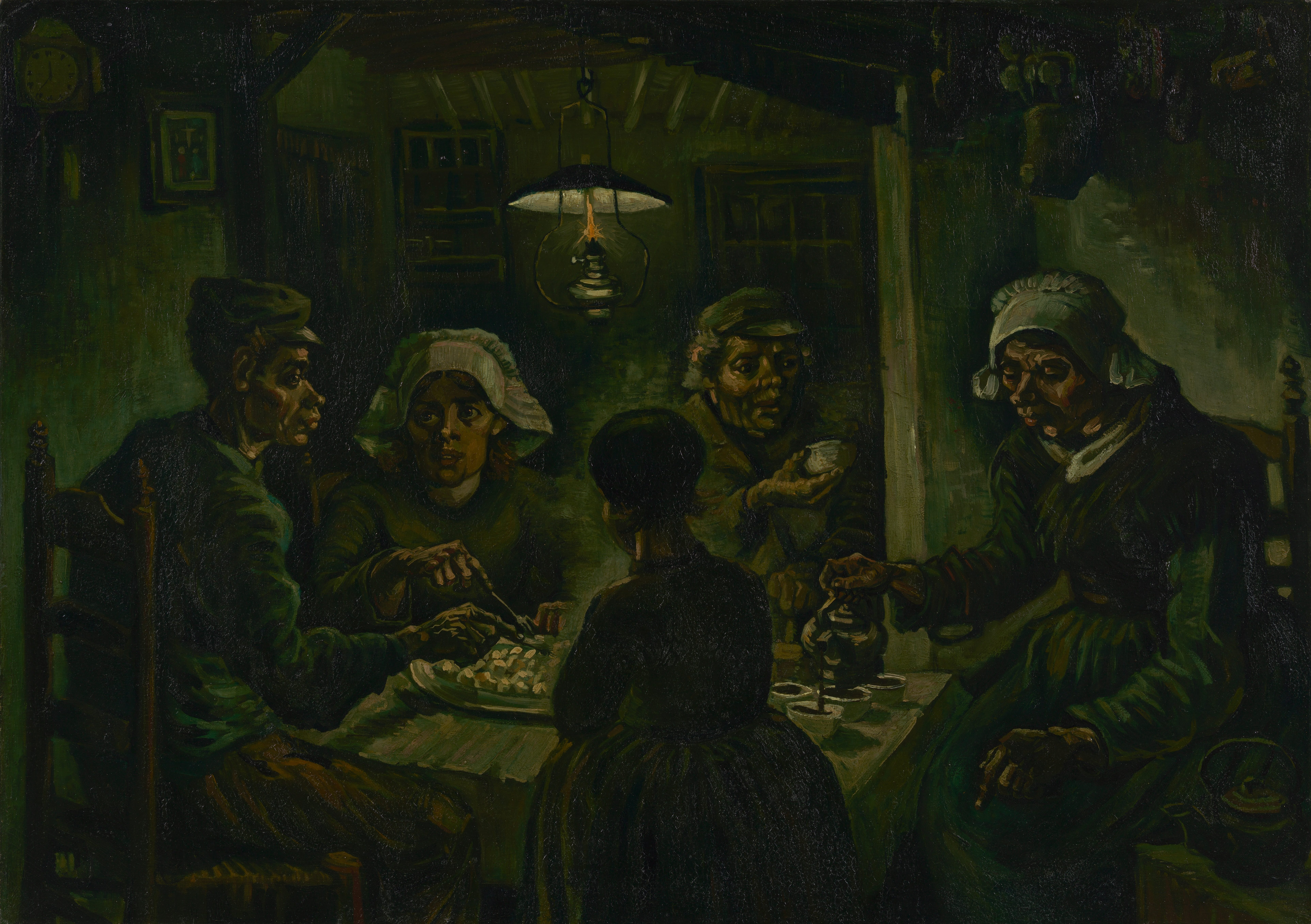
Vincent van Goghs Die Kartoffelesser (1885) dient als Frontispiz des Buchs. Die Kartoffelesser seien die stimmlosen Arbeiter, die große Mehrheit, die man nicht vergessen solle, der Bevölkerung der griechischen und römischen Antike, auf denen eine große Zivilisation aufgebaut war, die sie verachtet habe und alles tat, sie vergessen zu machen.

The Class Struggle in the Ancient Greek World. From the Archaic Age to the Arab Conquests (deutsch: Der Klassenkampf in der antiken griechischen Welt. Von der archaischen Zeit bis zur arabischen Eroberung) ist ein Buch in englischer Sprache des britischen marxistischen Althistorikers Geoffrey de Ste. Croix. Es erschien erstmals 1981 und hatte in der ersten Auflage 732 Seiten. Es gibt etliche Neuauflagen.
Ziel des Buches ist es, Marx’ historisches Modell nahezu auf die gesamte griechische Antike und die Zeit unmittelbar danach, nämlich von 700 v. Chr. bis 650 n. Chr., anzuwenden und mit seiner Hilfe die Gesellschaftsstruktur, geschichtliche Ereignisse, Prozesse und Institutionen zu erklären.
Dazu gehört die Anwendung marxistischer Methoden: Vor allem spielen die Begriffe Klasse, Klassenkampf und Ausbeutung eine wichtige Rolle. Mit ihnen soll die soziale und ökonomische Struktur der griechischen Gesellschaft analysiert werden und Fragen beantwortet werden, wie zum Beispiel: Welche Klassen gab es, wer wurde ausgebeutet? Wichtig ist in diesem Zusammenhang auch Marx’ Geschichtsauffassung, nach der es verschiedene Phasen der Menschheitsgeschichte gibt, wodurch die Antike in einen größeren Zusammenhang der Gesellschaftsentwicklung gestellt wird. Wie Marx geht de Ste. Croix dabei davon aus, dass die sozioökonomischen Verhältnisse die entscheidende Triebfeder hinter politischen Entwicklungen sind und man von einem permanenten Klassenkampf ausgehen müsse.

## Ste. Croix über seine Vorgänger
Ste. Croix bemängelt in seinem Werk ein allgemeines Desinteresse der englischen Althistoriker an Marx. Hart ins Gericht geht er insbesondere mit Forschern wie Fergus Millar, da diese keine Historiker, sondern bloße Antiquare seien, da sie durch ihre Ablehnung moderner Theorien letztlich keine Analysen und Erklärungen bieten könnten, sondern lediglich Materialsammlungen. Noch stärkere Kritik ernten jene, die nicht ökonomische Konflikte, sondern Rivalitäten innerhalb der Eliten als treibende Kraft hinter den inneren Kämpfen (Staseis) im antiken Griechenland sehen. Ihre Position verwirft Ste. Croix mit dem Verweis darauf, dass die Dichotomie Arme gegen Reiche in den Quellen omnipräsent sei und daher nicht wegdiskutiert werden könne. An einigen anderen Stellen geht er auf marxistische und andere gesellschaftskritische Autoren ein, die sich vor ihm mit der antiken Gesellschaft beschäftigt haben. Als marxistische Theoretiker, die ihren Klassenbegriff der antiken Realität aufzwingen wollten und so antike Klassen konstruiert hätten, die in Wirklichkeit kaum Bedeutung hatten oder gar nicht existierten, kritisiert er George Derwent Thomson und Margaret O. Wason. Ähnlich „falsche“ Auffassungen kritisiert Ste. Croix an den Nicht-Marxisten Eduard Meyer, Max Weber und Georg Busolt, die von „Wirtschaftsaristokratien“ („commercial aristocracies“) in Ägina und Korinth sprachen; andere Aspekte ihrer Arbeiten hält er allerdings für wertvoll, insbesondere bei Weber.
An einer anderen Stelle geht er Autoren durch, die Marx’ Klassenbegriff seiner Ansicht nach falsch interpretieren oder in ihrer Beschäftigung mit der Antike falsch anwenden. Das Buch The Ancient Economy, ein Standardwerk von Moses I. Finley, schätzt Ste. Croix insgesamt sehr hoch ein, jedoch werden Finley mangelhafte Marx-Kenntnisse attestiert. Die Anwendung des marxistischen Klassenbegriffs, wie Finley ihn interpretiert, auf die griechische Antike, würde bedeuten, die Gesellschaft einfach (nach Produktionsmittelbesitz) zweizuteilen und damit zu enden, dass etwa freie Lohnarbeiter dasselbe seien wie Sklaven. Dass Finley über ein solches Verfahren meint, „das scheint kein sehr vernünftiger Weg zu sein, um die Geschichte der Antike zu analysieren“, verwundert Ste. Croix nicht – nur handele es sich dabei ganz einfach um eine Fehlinterpretation des marxistischen Klassenbegriffs. Marx schreibe im Manifest der kommunistischen Partei, dass sich in der kapitalistischen Gesellschaft fast nur noch zwei große Klassen (Bourgeoisie und Proletariat) gegenüberstehen, dass es aber „in den früheren Epochen der Geschichte […] fast überall eine vollständige Gliederung der Gesellschaft in verschiedene Stände, eine mannigfaltige Abstufung der gesellschaftlichen Stellungen“ gegeben hat. Trotz seiner Kritik an Finley will Ste. Croix fortsetzen, was Finley begonnen hat, nämlich eine kritischere Geschichtsschreibung der Antike, die auch die ökonomische Basis der Gesellschaft und die damit verbundenen Lebenslagen unterer Schichten in den Blick rückt – was man auch daran merkt, dass sich sehr viele behandelte Themen der beiden Bücher genau überschneiden. Diese Fortsetzung findet aber unter marxistischen Vorzeichen statt, besonders was die Verwendung des Klassenbegriffs betrifft – Finley spricht ja, statt vom Begriff der Klasse, lieber von einer sozialen Stratifikation („social stratification“) aus einem Spektrum aus Status und Ständen („spectrum of statuses and orders“).
Eine vorrangig politische – statt ökonomische – Ausprägung ihres Klassenbegriffs kritisiert Ste. Croix an Finley, Ralf Dahrendorf, Edward P. Thompson und Eric Hobsbawm.
Auch die zwar durchaus Marx-affinen Franzosen Charles Parain und Jean-Pierre Vernant hätten, so Ste. Croix, Marx falsch interpretiert. Sie unterscheiden erstens einen fundamentalen Widerspruch innerhalb der griechischen Gesellschaft („fundamental contradiction of Greek society“) – zwischen Sklaven und Sklavenhaltern – von einem, zweitens, prinzipiellen oder dominierenden Widerspruch („principal or dominant contradiction“) – zwischen armen Bürgern und reichen Bürgern. Letzterer habe einen Klassenkampf innerhalb der Bürgerschaft hervorgebracht. Für Ste. Croix ist diese Unterscheidung bloße Phrasendrescherei und beinhaltet keinen irgendwie nützlichen Gedanken. Pierre Vidal-Naquet folgt den beiden, entfernt sich aber dann noch weiter von Marx, indem er behauptet, die Sklaven würden nicht am Klassenkampf (der sich auf politischer, nicht auf ökonomischer Ebene abspiele) teilnehmen – also auch keine eigene Klasse bilden. Zusammen mit Michel Austin lehnt Vidal-Naquet überhaupt eine Analyse der Antike mittels Klassen ab, eine Position, die Ste. Croix keineswegs teilt.

## Aristoteles und Platon
Aristoteles ist für Ste. Croix nicht nur der wichtigste empirische Wissenschaftler (zum Beispiel in den Fächern Zoologie und Verfassungsgeschichte), sondern auch der wichtigste Politikwissenschaftler und Soziologe der Antike, dessen Gesellschaftsanalyse derjenigen von Marx sehr nahekommt. Denn dass die wirtschaftliche – und nicht etwa die politische – Position der entscheidende Faktor für die Stellung eines Menschen in der Gesellschaft überhaupt ist, sieht Aristoteles als ganz selbstverständlich an. So unterteilt er die Gesellschaft (der erwachsenen, männlichen Bürger) an zwei Stellen in Reiche, Arme und hoi mesoi (die dazwischen), wobei „die dazwischen“ die Mehrheit bilden sollten, da zwischen Reichen und Armen immer Spannungen (bis zum bewaffneten Konflikt; vgl. Klassenkampf) bestehen. Ein Zustand der nach Ste. Croix im klassischen Athen verwirklicht war.
Die enorme Bedeutung der Kategorien „Arm“ und „Reich“ lässt sich auch in Aristoteles’ Beschreibungen der Oligarchie bemerken. Theoretisch ist eine Oligarchie einfach eine Herrschaft von wenigen, in der Praxis jedoch ist sie immer die Herrschaft der Reichen. Er geht so weit, zu sagen, man könne auch dann von einer Oligarchie sprechen, wenn eine reiche Mehrheit über eine arme Minderheit herrsche. Auch ist nach Aristoteles ein Armer immer Demokrat, ein Reicher immer Anhänger der Oligarchie. Auch bei anderen Autoren (z. B. Platon, Xenophon, Thukydides, Herodot, Euripides) findet Ste. Croix die Unterscheidung zwischen Armen und Reichen, wobei „denen dazwischen“ (als Mittelschicht, Gemäßigte mit bescheidenem Besitz) oft eine stabilisierende Funktion zukommt. Er schließt daraus, dass sie alle wie Marx davon ausgehen, „dass der wesentliche determinierende Faktor des politischen Verhaltens der meisten Individuen die ökonomische Klasse ist“.
Auch Aristoteles’ Einteilung der Gesamtgesellschaft bzw. der Masse (plethos) in Teile (mere), deren kleinere Einheiten wiederum die einzelnen Familien sind, wird von Ste. Croix hervorgehoben. Nach ihrer Rolle in der Produktion unterscheidet Aristoteles dort folgende mere der Gesellschaft: Bauern, Handwerker, Händler und Lohnarbeiter.
Aristoteles’ Interesse an empirischen Fragen unterscheidet ihn nach Ste. Croix von Platon. Letzterer war ausschließlich Philosoph und „weitgehend uninteressiert an historischen Tatsachen [...und] nicht gewillt, was Aristoteles war, […] konkrete Situationen zu analysieren.“ Ste. Croix kritisiert nicht nur Platons „verbissen repressive“ und „unpraktikable“ Utopie, sondern auch seine antidemokratische Darstellung der Demokratie (auch mit Aristoteles’ Darstellung der athenischen Demokratie ist Ste. Croix nicht ganz zufrieden). Die wirkliche antike Demokratie „zeigte nur wenig Ähnlichkeiten zu seinem unschönen Portrait der Demokratie.“ Was Platons Utopien in der Politeia und den Nomoi betrifft, ist Ste. Croix der Ansicht, dass Platon zwar den Gegensatz von Reich und Arm als Grund der zeitgenössischen politischen Spannungen erkannte und sich dabei nicht auf die Seite der oligarchischen Partei stellte, dass seine Utopien jedoch am Ende nichts anderes als eben eine starre Oligarchie – eine Herrschaft nicht der Reichen, sondern der Wächter und Philosophen – vorzeichnen. Aus einer „arroganten Verachtung“ für die arbeitende Bevölkerung will sie Platon diese von allen politischen Rechten ausschließen.

## Definitionen

### Klasse
Stände sind institutionalisierte, rechtlich festgeschriebene und fixierte soziale Funktionen, die nicht – wie Klassen – auf der Rolle basieren, die die zu kategorisierenden Personen im Produktionsprozess spielen. Nach Ste. Croix ist weder der Stand, noch der soziale Status, noch die politische Position das fundamentale Kriterium zur Einteilung einer Gesellschaft, sondern eben der auf die ökonomische Position abzielende Klassenbegriff. Dieser ist immer verbunden mit dem Begriff der Ausbeutung, dem der Klassengesellschaft und dem des Klassenkampfes.
Es kursieren zahlreiche verschiedene Definitionen des Begriffs Klasse, Ste. Croix möchte sich, soweit möglich, an Marx halten. Gegen Max Webers Klassenbegriff grenzt er sich ab, indem er darauf hinweist, dass eine Klasse kein idealtypisches Konstrukt ist, sondern ein Begriff, den man tatsächlich empirisch auf identifizierbare Gruppe von Menschen – eine Klasse – anwenden kann.
Ste. Croix definiert eine Klasse folgendermaßen. Sie ist der „soziale Ausdruck des Faktums der Ausbeutung, die Art und Weise in der Ausbeutung in einer sozialen Struktur enthalten ist“. Wo es Klassen gibt, da gibt es auch Ausbeutung, und die gab es in jeder Gesellschaft (seit der primitiven). Für die Einordnung eines bestimmten Menschen in eine der bestimmten Klassen einer Gesellschaft ist entscheidend, ob und wie und wie viel er ausbeutet oder ausgebeutet wird. Menschen die in dieser Hinsicht ähnlich beurteilt werden, bilden zusammen eine Klasse. Dieser absichtlich allgemeine Klassenbegriff kann somit auch nicht nur auf die eine oder andere, zum Beispiel unsere kapitalistisch wirtschaftende Gesellschaft (das wäre ein spezieller Klassenbegriff), sondern auf alle Gesellschaften (darunter die antike) angewendet werden, um sie klassentheoretisch zu analysieren. Dieser allgemeine Klassenbegriff soll aber der Antike nicht gewaltsam aufgedrückt werden, Ste. Croix legt Wert auf eine empirische Untersuchung, die die Antike so nehmen will, wie sie sich präsentiert und deren Ergebnisse mit dem gerade definierten Klassenbegriff übereinstimmen muss.
Noch klarer und knapper drückt sich Ste. Croix dazu in seiner Rede Class in Marx’ Conception of History aus. Hier wird eine primäre Marx’sche Definition der Klasse von einigen bloß sekundären, ebenfalls bei Marx vorkommenden, Definitionen unterschieden: „Klasse ist […] ein Verhältnis der Ausbeutung.“ Der Begriff der Ausbeutung definiert den Begriff der Klasse und der Begriff der Klasse ist in seiner Effiktivität und Nützlichkeit ein Kernbeitrag zu einer jeden Gesellschaftsanalyse. Genau dieser über die Ausbeutung definierte Klassenbegriff wird in Ste. Croix Hauptwerk auf die antike Gesellschaft angewandt.
Wichtig zu bemerken ist noch, dass eine Klasse (an sich) auch dann besteht, wenn die Menschen dieser Klasse kein Klassenbewusstsein haben (wenn sie keine Klasse für sich ist), sie können, müssen aber nicht darum Bescheid wissen, dass sie Teil einer Klasse sind und müssen auch keinen gemeinsamen politischen Kampf führen (der ja schon Klassenbewusstsein voraussetzt). Würde das Bestehen einer Klasse ein entwickeltes Klassenbewusstsein notwendig voraussetzen, dann hätte es in Griechenland gerade einmal die herrschende Klasse von Aristokraten gegeben. Definiert man also Klasse so, dass Klassenbewusstsein ihrer Mitglieder voraussetzt – was nach Ste. Croix falsch ist –, so kann man in der Antike nicht von einer Klassengesellschaft reden.
Hervorheben kann man Ste. Croix’ Ansatz, auf die Untersuchung des Verhaltens einzelner Individuen zu verzichten und die Handlungen und das Verhalten von Klassen in den Blick zu nehmen. Dieser Ansatz geht davon aus, dass sich Menschen oft nicht ihrem Eigeninteresse und ihren eigenen Überzeugungen gemäß verhalten, sondern ein bestimmtes Klasseninteresse über sich selbst stellen. Aus heutiger Sicht im Grunde genommen unvorstellbare Tatsachen, wie die teilweise grausame Behandlung von Sklaven kann man so ansatzweise verstehbar machen. Sklavenhalter und Sklave können so – dies auch im Sinne Marx’ – aufgefasst werden, als „Personifikationen der ökonomischen Beziehungen, die zwischen ihnen bestehen“. Auf zwischenmenschlicher Ebene aber, so Ste. Croix, ist eine grausame Handlung einem Sklaven gegenüber trotz allem gleichzeitig unentschuldbar.

### Stand und Status
Die Klasse ist nicht die einzige Kategorie zur Analyse der antiken griechischen Gesellschaft, aber die fundamentale, die „uns hilft, die griechische Geschichte zu verstehen und den sich in ihr vollziehenden Veränderungsprozess zu erklären, […] wie auch die Gründe menschlichen Verhaltens und sozialen Wandels“. Der soziale Status einer Person und ihre politische Macht, lassen sich aus ihrer Klassenposition herleiten. Unterschiede, die andere als ökonomische Grundlagen haben, laufen am Ende auf ökonomische Klassenunterschiede hinaus. Trotzdem geht Ste. Croix Gegenpositionen durch.
Als erste Alternative dazu, die griechische Antike mit dem Begriff der Klasse zu analysieren, bieten sich die Begriffe an, mit denen die Griechen selbst Gruppen innerhalb ihrer Gesellschaft bezeichnet haben. Ste. Croix will dies den „Antiquaren“ unter den Altertumswissenschaftlern überlassen und bevorzugt die Analyseinstrumente und -Begriffe moderner Forschung. An den Theorien der sozialen Stratifikation hingegen, die Ste. Croix dem Funktionalismus zurechnet (er nennt Durkheim, Bronisław Malinowski, Radcliffe-Brown, Talcott Parsons und Robert K. Merton), lehnt er ab, dass sie soziale Institutionen vor allem in ihrer Funktion zur Aufrechterhaltung der bestehenden sozialen Struktur erklären wollen. Dies eigne sich schlecht zur Erklärung gesellschaftlichen Wandels.

### Ausbeutung, bestimmte Klasse, Klassengesellschaft und Klassenkampf
Der meist in Verbindung mit besitzenden und besitzlosen Klassen auftretende Begriff der Ausbeutung bezeichnet die Aneignung eines Teils des Produkts (des Surplus) der Arbeit eines anderen.
Direkte Ausbeutung oder individuelle Ausbeutung ist die Ausbeutung eines Menschen (Lohnarbeiter, Sklave, Schuldner) durch einen anderen (Arbeitgeber, Sklavenhalter, Geldverleiher). Indirekte Ausbeutung oder kollektive Ausbeutung ist Ausbeutung über die Steuer, verpflichtenden Militärdienst oder erzwungene Arbeitsleistungen, die von bestimmten Klassen (oder Dörfern etc.) erbracht werden müssen. Oft müssen diese Leistungen für einen Staat erbracht werden, der von einer höheren Klasse dominiert wird. Eine Spezialform der direkten Ausbeutung ist die durch Verpachtung von Land und die durch Geldverleih auf Zins.
Eine identifizierbare bestimmte Klasse, ist eine Gruppe innerhalb einer Gemeinschaft, die eine bestimmte Stellung innerhalb des Systems der gesellschaftlichen Produktion einnimmt. Diese Stellung innerhalb der gesellschaftlichen Produktion ist durch das Verhältnis bestimmt, in dem eine bestimmte Klasse zu den Produktionsbedingungen, Produktionsmitteln und der Arbeit, sowie zu anderen Klassen steht. Wenn nun eine oder mehrere bestimmte Klassen (eine ökonomisch und sozial oben stehende Minderheit) andere bestimmte Klassen (Mehrheit) ausbeutet, so kann man von einer Klassengesellschaft sprechen. Das Verhältnis zwischen der ausbeutenden und der ausgebeuteten Klasse, der Klassengegensatz oder -widerspruch bringt den Klassenkampf hervor. Wie schon gesagt, setzt eine Klasse kein Klassenbewusstsein voraus. In diesem Sinn ist es auch zu verstehen, dass auch dort von Klassenkampf gesprochen werden kann, wo keiner der Beteiligten von ihm weiß. Ein bereits geführter Klassenkampf, etwa durch den politischen Kampf für Rechtsgleichheit, hingegen, setzt bereits ein Klassenbewusstsein voraus.
Zum Klassenkampf ist noch anzumerken, dass er nach Ste. Croix für Marx die unmittelbare Antriebskraft der Geschichte war und darüber hinaus ein durchgehendes Merkmal aller Gesellschaften seit der primitiven. Schließlich auch noch, dass die Ausbeuterklasse dazu neigt, Formen politischer Herrschaft und Unterdrückung zu installieren, wogegen die Demokratie abschwächend wirkt.

### Mehrwert (Surplus) und Gesellschaftsformation
Mit dem Wort „Surplus“ bezeichnet Ste. Croix sowohl den Begriff Mehrwert, wie den Begriff Überschuss (z. B. der Produktion einer Bauernfamilie). Der Mehrwert ist der Teil, der einem Produzenten von dem von ihm Produzierten abgezogen wird, und zwar entweder direkt durch einen anderen Menschen oder indirekt über Pacht, Steuer oder Steuern. Dabei ist es nicht ausgeschlossen, Mehrwert nicht zur persönlichen Bereicherung einzelner, sondern zum Wohl der gesamten Gesellschaft einzusetzen (Feste, öffentliche Ausgaben).

## Die griechische Sklavenhaltergesellschaft
Nun zur Bestimmung der Gesellschaftsformation der Antike. Marx sagt „Nur die Form, worin [die] Mehrarbeit dem unmittelbaren Produzenten, dem Arbeiter, abgepresst wird, unterscheidet die ökonomischen Gesellschaftsformationen, z. B. die Gesellschaft der Sklaverei von der der Lohnarbeit.“ Das wesentliche Kriterium bei der Unterscheidung verschiedener Gesellschaftsformationen ist also nicht so sehr, wie produziert wird (industriell, agrarisch usw.), sondern wie die besitzenden Klassen zu Mehrwert gelangen (durch Sklavenarbeit, Lohnarbeit usw.). In der Antike aber war direkte Zwangsarbeit der wesentliche Weg auf dem besitzende Klassen zu ihrem Surplus kamen, ob nun der Großteil der Gesamtproduktion durch unfreie Arbeit (z. B. Sklaverei) zustande kam oder nicht. Zwar war es auch möglich durch Ausbeutung mittels Lohnarbeit sowie durch Mieteinnahmen für die Verpachtung von Land, Schiffen und Gebäuden an Mehrwert zu gelangen – erstere war aber wenig verbreitet und Verpachtung erbrachte keine hohen Gewinne. Man kann also bei der antiken griechischen Gesellschaft von einer Sklavenhaltergesellschaft oder Sklaverei-Wirtschaft einer Sklavenhaltergesellschaft sprechen. St. Croix ist sich bewusst, dass Marx’ Rede von der antiken Sklavenhaltergesellschaft auch anders interpretiert worden ist. So gehen einige moderne Marxisten, die wissen, dass Marx und Engels die antike griechische und römische Gesellschaft als Sklavenhaltergesellschaft bezeichnet haben, davon aus, dass deshalb in diesen Gesellschaften notwendigerweise Sklaven den wesentlichen Teil der Gesamtproduktion hervorbrachten. Dass es historisch falsch ist, in diesem Sinn von einer antiken Sklavenhaltergesellschaft zu sprechen, hat St. Croix schon besprochen und ist heute allgemeiner Konsens. St. Croix spricht zwar ebenfalls von einer antiken Sklavenhaltergesellschaft, aber eben in einem anderen, eben skizzierten Sinn. St. Croix sieht es als historische Tatsache an, dass die Sklaven weder die Mehrheit der Arbeitskräfte stellten, noch das größte Quantum der gesellschaftlichen Arbeit verrichteten. Spricht St. Croix trotzdem von einer Sklavenhaltergesellschaft, dann weil, wie schon gesagt, die Art, wie die ausbeutenden Klassen zu Mehrwert gelangen, entscheidend ist. Und für den Erhalt nennenswerten Mehrwerts war die Ausbeutung der Sklaven unersetzbar. Die entscheidende Rolle der freien bäuerlichen Produzenten für die Gesamtwirtschaftsleitung der Antike war – wie St. Croix anmerkt – auch Marx kein Geheimnis: die „Form des freien Parzelleneigentums selbst wirtschaftender Bauern als herrschende, normale Form bildet […] die ökonomische Grundlage der Gesellschaft in den besten Zeiten des klassischen Altertums“.

## Aufbau der antiken griechischen Klassengesellschaft
Es muss gleich zu Beginn klargestellt werden, dass St. Croix’ Einteilung in Klassen Ausnahmen gestattet. So werden die Sklaven zwar generell der Klasse der Ausgebeuteten subsumiert, ein Sklave jedoch, dem es erlaubt war Geld zu verdienen und der arbeitende Menschen unter sich hatte, kann durchaus – wenn auch anders als ein Freier – zur Klasse der Besitzenden gezählt werden. Andere Beispiele sind Menschen, die gleichzeitig zu den Kleinbauern und den Lohnarbeitern gehört haben, oder Sklaven, die – fast genau wie freie Bauern – als Verwalter für Angehörige höherer Schichten Höfe bewirtschaftet haben.
| Ausbeutende Klasse 2–3 % der Gesamtbevölkerung                                                                          | Großgrundbesitzer                               | Gutsbesitzer                                                                 |
| Ausbeutende Klasse 2–3 % der Gesamtbevölkerung                                                                          | Großgrundbesitzer                               | Verpächter                                                                   |
| Ausbeutende Klasse 2–3 % der Gesamtbevölkerung                                                                          | Bergwerkspächter                                |                                                                              |
| Ausbeutende Klasse 2–3 % der Gesamtbevölkerung                                                                          | Besitzer großer Werkstätten (mit 20–50 Sklaven) |                                                                              |
| Ausbeutende Klasse 2–3 % der Gesamtbevölkerung                                                                          | Geldverleiher                                   |                                                                              |
| Ausbeutende Klasse 2–3 % der Gesamtbevölkerung                                                                          | Sonstige                                        | Schiffsbesitzer                                                              |
| Ausbeutende Klasse 2–3 % der Gesamtbevölkerung                                                                          | Sonstige                                        | Haus- oder Wohnungsvermieter                                                 |
| Ausbeutende Klasse 2–3 % der Gesamtbevölkerung                                                                          | Sonstige                                        | Händler                                                                      |
| Die selten ausgebeutete und wenn, nur wenig und indirekt ausgebeutete Klasse bildete die Mehrheit der Gesamtbevölkerung | Bauern                                          | grundbesitzende                                                              |
| Die selten ausgebeutete und wenn, nur wenig und indirekt ausgebeutete Klasse bildete die Mehrheit der Gesamtbevölkerung | Bauern                                          | Pächter                                                                      |
| Die selten ausgebeutete und wenn, nur wenig und indirekt ausgebeutete Klasse bildete die Mehrheit der Gesamtbevölkerung | Bauern                                          | eingeschränkte Landbesitzer im Hellenismus                                   |
| Die selten ausgebeutete und wenn, nur wenig und indirekt ausgebeutete Klasse bildete die Mehrheit der Gesamtbevölkerung | Handwerker                                      |                                                                              |
| Die selten ausgebeutete und wenn, nur wenig und indirekt ausgebeutete Klasse bildete die Mehrheit der Gesamtbevölkerung | Händler                                         |                                                                              |
| Die selten ausgebeutete und wenn, nur wenig und indirekt ausgebeutete Klasse bildete die Mehrheit der Gesamtbevölkerung | Metöken                                         |                                                                              |
| Ausgebeutete Klasse | Lohnarbeiter                                    | ungelernte Arbeiter                                                          |
| Ausgebeutete Klasse | Lohnarbeiter                                    | Söldner                                                                      |
| Ausgebeutete Klasse | Lohnarbeiter                                    | kleine Besitzer eines Esels, Karrens, Ochsens, Maultiers, Wagens, Kahns usw. |
| Ausgebeutete Klasse | Zwangsarbeiter                                  | Sklaven                                                                      |
| Ausgebeutete Klasse | Zwangsarbeiter                                  | Leibeigene (z. B. die Heloten in Sparta)                                     |
| Ausgebeutete Klasse | Zwangsarbeiter                                  | Schuldknechte (z. B. in Athen verboten)                                      |

### Die ausbeutende Klasse
Zur ausbeutenden oder besitzenden Klasse gehörte, wer von seinem eigenen Einkommen lebte, aber nicht dafür arbeiten musste, z. B. ein Besitzer eines Hofes, den er von einem Sklaven verwalten ließ oder ein Pächter eines Bergwerks, der dort Sklaven unter der Aufsicht von anderen Sklaven arbeiten ließ. In Class in Marx’s Conception of History, Ancient and Modern schätzt er die ausbeutende Klasse grob auf zwei bis drei Prozent der Gesamtbevölkerung mit Variationen je nach Zeit und Ort.
Als Produktionsmittel waren in wesentlichem Ausmaß nur der landwirtschaftlich nutzbare Boden und unfreie Arbeiter (auch: Zwangsarbeiter) vorhanden. Der Boden, sowie die Möglichkeiten unfreie Arbeit zu erzwingen waren in der Hand einer Klasse. Da die Lohnarbeit nur eine geringe Rolle spielte und die freien Bauern und Handwerker nicht direkt ausgebeutet werden konnten, war es der Klasse der Besitzenden nur über die Ausbeutung unfreier Arbeit möglich, an nennenswerten direkten Mehrwert zu gelangen. Ein großer Teil der Sklavenarbeit fand naturgemäß in der Landwirtschaft statt, die ja der bei weitem wichtigste Wirtschaftssektor war. Folglich war es auch wesentlich der Besitz an landwirtschaftlich genutztem Land, der nennenswerten Reichtum ermöglichte. Der zweite wichtige Faktor für Einkommen und Reichtum – neben dem profitablen Einsatz von Sklavenarbeit – war die Größe des Landbesitzes. Reichtum war im Wesentlichen gleichzusetzen mit Grundbesitz und die herrschende Klasse aller griechischer Staaten bestand ohne Ausnahme hauptsächlich aus Grundbesitzern. Landbesitz war also das nötige Mittel zur Ausbeutung der Sklavenarbeit.
Weitaus seltener war der Fall, dass jemand über Handel oder durch den Besitz einer Manufaktur reich wurde. Wohl auch deshalb, weil die bloße Vergrößerung einer Werkstatt zwar die Produktion, aber nicht ihre Effektivität gesteigert hat – gesteigert hat sich hingegen die Gefahr von Unruhe und Disziplinlosigkeit unter den Arbeitern.
Zur besitzenden Klasse gehörten vor allem folgende Gruppen: Besitzer großer und mittlerer Höfe, auf denen Sklaven unter einem versklavten Verwalter arbeiteten; Verpächter von großen und mittleren Höfen gegen Rente (was allerdings weniger Profit erbringt); Werkstattsbesitzer mit 20 bis 50 Sklaven, sowie einem versklavten Betriebsleiter; Pächter eines Bergwerks in Laurion mit Sklavenarbeitern und versklavten Betriebsleitern; Besitzer einiger Schiffe (manche mit Sklaven), die an Händlern vermietet oder selbst zum Handel verwendet werden konnten; Geldbesitzer, die dieses gegen Zinsen verborgten (mit wenig Risiko und Gewinn für Darlehen für Land oder mit mehr Risiko und Gewinn für Seedarlehen); Hausbesitzer, die ihr Haus oder ihre Wohnungen vermietet haben (es gab schon damals in Athen und Piräus Mietshäuser, die synoikiai).

#### Überbau: Die Ideologie der Oberschicht
Bestandteil der Oberschichtsideologie war nach Ste. Croix die Überbetonung und Wertschätzung der Freizeit. Die verachtete und oft für geisttötend gehaltene Arbeit hingegen verband man mit Unwürdigkeit und Sklaverei. Etwas anderes ist, was Ste. Croix „gentleman-farming“ (Gentlemen-Landwirtschaft) nennt. Wird von antiken Autoren das Landleben und die Landwirtschaft gepriesen, dann geht es um gesunde Arbeit zum Freizeitvergnügen, bloßes Befehlen und Delegieren oder Agrarwissenschaft. Großgrundbesitzer mussten nicht arbeiten, angemessen waren Beschäftigungen wie Politik, Heeresführung, intellektuelle Beschäftigung, Kunst, Jagd und Sport.
Es waren Männer, die ein solchermaßen „freies“ Leben gelebt haben, von denen so gut wie alles produziert wurde, was uns erhalten ist, ob an Kunst, Literatur, Wissenschaft und Philosophie. Was wir aus antiken Schriften über die griechische Gesellschaft wissen, wissen wir von solchen Männern, es ist daher nicht verwunderlich, dass sie im Zentrum unseres Bildes der antiken Gesellschaft stehen. Darüber hinaus stellten sie auch einen Gutteil der Armeen.
Obwohl sie vor allem auf Kosten der Sklaven und nicht so sehr der freien Bürger, ihr Leben führten, war die Oberschicht stets gegen die Demokratie (trotzdem kamen fast alle deren Führer aus der Oberschicht).
Im Vergleich zu den persischen oder den späteren makedonischen und vor allem römischen Reichen, waren die griechischen aber geradezu arm. Auch beherrschte Gebiete wurden etwa von den Römern in höherem Ausmaß ausgebeutet, als etwa von den Athenern. Ein Grund für den Reichtum der römischen Oberschicht war sicherlich, dass es in Rom keine Demokratie gab und sich ärmere Bürger nicht politisch wehren konnten. Ste. Croix vermutet, dass die Ideologie der besitzenden Klasse nicht nur in den oberen Schichten kursierte, sondern auch auf Teile der restlichen Bevölkerung übergriff. Die Anschauungen einer dominierenden Klasse werden in einem gewissen Maß auch immer von den unteren Klassen akzeptiert, besonders von den Teilen, die der dominierenden Klasse am nächsten stehen und einen sozialen Aufstieg anstreben.

### Die Mittelklasse: Bauern, Handwerker, Händler, Metöken
Für Ste. Croix ist es ein Faktum, dass ein großer Teil der Gesamtproduktion von kleinen Produzenten, hauptsächlich Bauern, aber auch Handwerkern und Händlern hervorgebracht wurde. Diese bildeten gleichsam eine Mittelklasse zwischen den ausbeutenden und den ausgebeuteten Klassen, die selbst selten jemanden ausgebeutet hat – außer unter Umständen das Oberhaupt die eigene Familie – und auch von niemandem nennenswert ausgebeutet wurde. Diese Klasse lebte mit minimalen Überschüssen knapp über dem Subsistenzlevel.
Die Angehörigen dieser äußerst heterogenen aus Bauern, Handwerkern und Händlern zusammengesetzten Klasse waren arm, nur in Ausnahmefällen gelang es einigen, Überschüsse zu erwirtschaften, an bescheidenen Reichtum zu kommen, Sklaven anzustellen und nicht mehr selbst arbeiten zu müssen. Ihre Gemeinsamkeit war vor allem, dass sie unabhängig und selbstständig von ihrer eigenen täglichen Arbeit lebten. Aufstieg in die besitzende Klasse war ihnen nur schwer möglich.
Die Mittelklasse hat die Mehrheit der Bevölkerung gebildet und auch den Großteil der gesellschaftlichen Gesamtproduktion erarbeitet. Im Zusammenhang dieser Arbeit wichtig ist, dass Ste. Croix Athen im 5. und 4. Jh. v. Chr. und einige andere Poleis in diesem Punkt explizit ausnimmt, unter anderem weil hier die Preise für Sklaven niedriger gewesen sein dürften.
Gewöhnlich war es die besitzende Klasse, also eine Minderheit, die Sklaven hielt und so an Mehrwert gelangte. Das Gros der Bauern und Handwerker, also die Mehrheit der Bevölkerung, hatte keine oder kaum Sklaven. Warum trotzdem von einer Sklavenhaltergesellschaft zu sprechen ist, hat Ste. Croix woanders begründet. Die politischen Forderungen dieser Mittelklasse waren stets Schuldenerlässe und Landverteilung. Erstere wurde manchmal von radikalen Reformern (wie z. B. Solon) unterstützt. Die überwiegende Anzahl der zu dieser Klasse gehörenden Menschen waren – für eine Agrargesellschaft auf niedrigem technischen Niveau wenig verwunderlich – Kleinbauern.

#### Bauern und Kleinbauern (peasants)
Die antike Gesellschaft war eine Agrargesellschaft. Der Großteil der Bevölkerung lebte hart arbeitend und in äußerst bescheidenen Verhältnissen am Land. Die Bauern produzierten nur wenig mehr als zu ihrem Lebensunterhalt nötig. Währenddessen waren die griechischen Klein- und Mittelbauern entweder kleine Landbesitzer oder Landpächter, ihre landwirtschaftlichen Produktionsmittel gehörten ihnen selbst. Sie arbeiteten wesentlich als Familien, manchmal auch mit Sklaven oder Lohnarbeitern und lebten wohl meist in kleinen Dörfern (kome). Auch die Arbeiter in den dörflichen Nebenbetrieben (Handwerker, Bauarbeiter, Transportarbeiter, Fischer) zählt Ste. Croix zu dieser Gruppe.
In nicht-demokratischen Poleis hatten die freien Bauern weniger Rechte und politische Möglichkeiten sich gegen direkte und indirekte Ausbeutung zu wehren als in Athen. Geht man wie Ste. Croix davon aus, dass dauerhafte militärische Kraft in erster Linie von ökonomischen, sozialen und politischen Faktoren abhängt, kommt man überdies zu dem Schluss, dass die freie Bauernschaft des antiken Griechenlands zum Beispiel die Siege über die Perser erst ermöglicht hat. Ihr „unzähmbarer Kampfeswille“ war mit der Polis, einer politischen Gemeinschaft freier Männer verknüpft, die auf weitverstreutem Grundbesitz und Zugang zu politischen Rechten für die gesamte Bürgerschaft, mindestens aber für die Wohlhabenden, basierte.

#### Handwerker
Zu dieser Kategorie zählten neben den gewöhnlichen Handwerken auch die Künstler (Bildhauer, Maler usw.). Die Handwerker wurden, wie die Kleinbauern, solange sie keine Schulden machten von niemandem ausgebeutet. Dies, ihre Unabhängigkeit, der Besitz von einfachen Werkzeugen und ihr handwerkliches Fachwissen unterschied sie von den Lohnarbeitern. Einige Handwerker konnten sich – wie auch kleine Ladenbesitzer – auch ein bis zwei Sklaven leisten. Ste. Croix nimmt an, dass – obgleich ihr Ansehen bei der Oberschicht niedrig war – die Handwerker im antiken Griechenland bereits einen gewissen Berufsstolz entwickelt haben.

#### Sonstige: Händler, Ärzte, Hetären, Metöken
Reichtum und Ansehen der Ärzte dürften erst im Hellenismus gestiegen sein. In der klassischen Periode wurden sie oft in eine Gruppe mit den Handwerkern getan. Auch Hetären und weitere Dienstleister, die gut verdienten, zählt Ste. Croix zur Mittelklasse. Unter den Händlern unterscheidet er kleine lokale Händler und Ladenbesitzer von Händlern, die den Handel (meist mittels Schiff) zwischen Städten betrieben. Letztere gelangten manchmal zu einem gewissen Reichtum. Auch die meisten Metöken zählt Ste. Croix, obwohl sie verschiedene Berufe ausübten, zur Mittelklasse. Reich zu werden gelang ihnen kaum, schließlich waren sie ja vom Recht Grund zu besitzen ausgeschlossen; andererseits konnten sie auch nicht in größerem Maß ausgebeutet werden, da sie jederzeit die Möglichkeit hatten, einfach wegzuziehen.

### Die ausgebeutete Klasse
Nach Ste. Croix haben die „Sklavenklasse“ und die „freie Arbeiterklasse“ genug Gemeinsamkeiten um sie zu einer „Gruppe von Klassen“ zusammenzunehmen, welche er als die Klasse der Ausgebeuteten bezeichnet. Der Unterschied zwischen einem freien Arbeiter und einem Sklaven liegt in ihrer verschiedenen Rechtsstellung, die sich auch auf Art und Intensität der Ausbeutung auswirken kann.

#### Lohnarbeiter und Tagelöhner
Es ist bereits erwähnt worden, dass Lohnarbeit keine wichtige Rolle in der griechischen Antike gespielt hat. Sie kam selten vor und die von den Lohnarbeitern (misthotoi, thetes) verrichteten Tätigkeiten waren meist einfache Hilfsarbeiten. Wie schon erwähnt, unterscheidet Aristoteles vier Arten von Arbeitern, die Bauern, Handwerker, Händler und Lohnarbeiter. Vom Handwerker (technites, banausos) unterschied sich der Lohnarbeiter dadurch, dass er weder Werkzeug, noch handwerkliche Fähigkeiten besaß. Darüber hinaus arbeitete der unabhängige Handwerker für niemand anderen, sondern für sich selbst. Bei Platon und Aristoteles stehen die Lohnarbeiter, die ausschließlich ihre Arbeitskraft verkaufen können, in der sozialen Hierarchie ganz unten. Das nicht so sehr wegen ihrer relativen Armut und schlechten Bezahlung, sondern wegen der (sklavischen) Abhängigkeit von ihren Arbeitgebern. Ste. Croix meint es, dass sie hart ausgebeutet wurden.
In Athen versammelten sich die auf Arbeit wartenden Lohnarbeiter – für die es sowohl Zeit- wie Werkverträge gab – auf einem bekannten Platze, dem Kolonos Agoraios (oder Ergatikos oder Misthios), der vermutlich am Westende der athenischen Agora gelegen war. Zu den Bereichen, in denen Lohnarbeitern beschäftigt waren, zählte zunächst das von Ste. Croix nicht weiter behandelte Söldnertum, dann wurden sie – was verbreitet gewesen sein könnte, wozu es aber kaum Quellen gibt – als Erntehelfer in der Landwirtschaft, im Bauwesen und für Hilfsarbeiten im Hafen etc. angeheuert.
Ebenfalls sehr weit unten in der sozialen Hierarchie befanden sich die freien, selbständigen Dienstleister im Transportwesen. Das waren beispielsweise Besitzer eines Kahns, Esels, Karrens, Maultiers oder Ochsen. So wohl auch die von der besitzenden Klasse angestellten Aufseher landwirtschaftlicher Güter. Man verdiente hier zwar oft mehr als etwa ein Tagelöhner, dafür befand man sich in ständiger Abhängigkeit. Diese Tätigkeit wurde oft von Sklaven ausgeführt.
Zum Schluss soll noch das Verhältnis der Lohnarbeiter zu den Sklaven betrachtet werden. Grundsätzlich überwog die profitablere Sklavenarbeit deutlich. Von einer Konkurrenz zwischen den beiden Gruppen kann man insofern sprechen, als es möglich ist, dass die billige Sklavenarbeit den Lohn der Lohnarbeiter und Tagelöhner in bestimmten Situationen gedrückt haben könnte. Nicht aber insofern als Lohnarbeiter aufgrund der Sklavenarbeit von Arbeitslosigkeit betroffen gewesen wären. Arbeitslosigkeit gab es in der Antike nicht, überhaupt stand die große Mehrheit der Erwerbstätigen ja völlig außerhalb der Lohnarbeit, die meisten Lohnarbeiter waren völlig mittellos und ungelernte Arbeitskräfte. Fest steht jedenfalls, dass es wenn man dauerhaft Arbeitskräfte benötigte, profitabler war, Sklaven zu beschäftigen, die man auch für kurze Zeiträume mieten konnte. Einem Werkstattbesitzer, der keine Sklaven beschäftigte, war es nicht möglich, auch nur zu bescheidenem Reichtum zu gelangen.

#### Zwangsarbeiter: Sklaven (und Sklavenhalter)
In dem Maß, wie die besitzenden Klassen im Kapitalismus durch Lohnarbeit zu Mehrwert kommen, kamen sie in der Antike durch Sklavenarbeit zu Mehrwert. In welchem Sinn und worauf begründet Ste. Croix dies behauptet, wurde schon angeführt.
Die Zwangsarbeiter (oder unfreien Arbeiter) unterteilt Ste. Croix in Besitzsklaven (chattel slaves), Leibeigene, Schuldknechte und diejenigen, die erzwungene Arbeitsdienste (z. B. in Kriegszeiten) leisten mussten. Für die Attische Demokratie können alle diese Gruppen außer den Sklaven vernachlässigt werden, da sie gar nicht oder in geringem Ausmaß existierten.
Grundsätzlich sagt Ste. Croix, dass die Existenz von Sklavenarbeit dort nicht geleugnet oder klein gemacht werden sollte, wo man keine oder wenige Beweise von ihr hat. Und zwar deshalb, weil unser Wissen über die Antike hauptsächlich aus einer Handvoll literarischer Texte stammt und man einfach keinen Grund hat dort solche Beweise zu erwarten. Wie Arbeit generell, so ist auch Sklavenarbeit in unseren Quellen stark unterrepräsentiert, auch da, wo wir wissen, dass es sie gegeben hat.
Ste. Croix definiert Sklavenarbeit gemäß dem Sklavereiabkommen des Völkerbundes von 1926. Ein Sklave ist eine Person, „an der die mit dem Eigentumsrecht verbundenen Befugnisse oder einzelne davon ausgeübt werden“ (Artikel 1).
Mit Sicherheit spielte die Sklaverei eine zentrale Rolle in der Produktion. Obwohl oft anderes behauptet wird, so Ste. Croix, wurde eine große Zahl an Sklaven (auch in Athen) in der Landwirtschaft eingesetzt, die schließlich der wichtigste Wirtschaftszweig war. Die Quellenlage ist jedoch auch hier schlecht. Es ist einfach unmöglich, auch nur eine begründete Schätzung über das Verhältnis der landwirtschaftlichen Produktion zu geben, die von Sklaven und die von freien Bauern hervorgebracht wurde. Fragt man aber danach, wer die Arbeit auf den großen Höfen der besitzenden Klasse gemacht hat, verlangt man vielleicht gar keine direkten Zeugnisse der Sklaverei mehr. Wie anders, als durch Sklavenarbeit, fragt Ste. Croix, soll die landwirtschaftliche Arbeit für die besitzenden Klassen getan worden sein? Wie anders konnte diese grundbesitzende Klasse zu ihren Überschüssen gelangen? Ebenfalls ein nicht zu unterschätzendes Ausmaß hatte die Ausbeutung von Sklaven in den Bergwerken Attikas.
Innerhalb der Klasse der Sklaven gab es erhebliche Unterschiede. Außer den in Landwirtschaft und Bergbau ausgebeuteten Sklaven gab es etwa auch Haussklaven in einer völlig anderen Lebenssituation. Erwähnenswert sind auch die höher stehenden Aufseher- oder Managersklaven, sowie Sklaven mit speziellen z. B. handwerklichen Fähigkeiten.
Die Klasse der Sklaven steht erstens zusammen mit der Klasse der Lohnarbeiter als Klasse der Besitzlosen der Klasse der Besitzenden gegenüber; zweitens steht die Klasse der Sklaven der Klasse der Sklavenhalter (die sich mit der Klasse der Besitzenden fast völlig überschneidet) gegenüber; drittens steht die Klasse der Sklaven der Klasse der freien Lohnarbeiter gegenüber, die in einer anderen Art und Weise von der Klasse der Besitzenden ausgebeutet wurde.
In einer Anmerkung, die Ste. Croix mehr als Ausbesserung denn als Kritik an Marx auffasst, schreibt er, dass der Sklave im Gegensatz zum Sklavenhalter, aber nicht zum Freien steht, wie Marx zwei Mal schreibt. Denn der Unterschied zwischen Sklaven und Freien ist kein wirtschaftlicher, sondern ein Standesunterschied. Außerdem besaßen, wie schon gesagt, die meisten Freien keine Sklaven.
Die Preise für Sklaven waren nach Ste. Croix in Griechenland und besonders in Athen, sehr billig (im Vergleich zu anderen Sklavenhaltergesellschaften). So kostete im 5. Jh. v. Chr. ein Sklave 200 Drachmen, was einem Halbjahresgehalt eines Handwerkers gleichkam (besonders nach Kriegen waren oft massenhaft billige Sklaven zu erwerben). Auch brauchte ein Sklave nach Pseudo-Aristoteles nur drei Dinge: Arbeit, Bestrafung und Essen zu seiner Erhaltung. Für den Besitzer waren Geburten, falls welche erlaubt waren, ein betriebswirtschaftliches Risiko, da die Frau bei der Geburt sterben konnte. Darüber hinaus dauerte es, bis sich ihr Arbeitsausfall über den Nachwuchs rentierte. Das Verhältnis von männlichen und weiblichen Sklaven hing wohl davon ab, was sich mehr rentierte.
Trotz allem müssen die Besitzer die Sklaven – solange die Preise nicht völlig im Keller waren – halbwegs gut behandelt haben. Immerhin hat ein Sklave – wie auch jedes Stück Vieh – einen Wert, der Tod eines Sklaven bedeutet insofern immer einen Verlust. Auch arbeitet ein zufriedener Sklave besser als ein unzufriedener. Ste. Croix behandelt nebenbei auch den paradoxen Fall, dass in Gefahrensituationen ein Sklavenleben wertvoller sein kann, als das eines freien Arbeiters. Stirbt der Arbeiter hat der Arbeitgeber ganz einfach einen geringen Verlust, als wenn einer seiner Sklaven an seiner Stelle sterben würde.
Kenneth M. Stampp sagt, so Ste. Croix, dass den Besitzer eines amerikanischen Negersklaven dessen sozialer und legaler Status wenig interessiert hat, dass die unterschiedliche Rechtsstellung eines Sklaven eigentlich nur der Erpressung von Arbeit, also einem wirtschaftlichen Zweck gedient hat. Für die athenische Oberschicht war die Ausbeutung der Sklaven die einzige Möglichkeit, sich ein Leben ohne Arbeit leisten zu können. Die einzige Möglichkeit deshalb, weil Athen demokratisch war und die Rechte der ärmeren Bürger respektiert werden mussten. So blieb nur über die völlig rechtlosen Sklaven umso ärger auszubeuten. Deshalb waren in Athen Sklaven wichtiger als anderswo und ihre Ausbeutung fand in einem um einiges höheren Ausmaß statt. Für Ste. Croix bieten diese Ausführungen die Erklärung für Finley’s Feststellung, wonach in Griechenland Freiheit und Sklaverei Hand in Hand voranschritten.
Ein gemeinsames Klassenbewusstsein, eine Einheit unter den antiken griechischen Sklaven hat nie bestanden und die Sklaven hatten keinerlei politische Mittel zur Verfügung. Das und die Tatsache, dass es im antiken Griechenland keine Sklavenrevolten gab, ist sicherlich unter anderem auch darauf zurückzuführen, dass die Sklaven einer Stadt und oft eines Hofs und jedes Betriebs (wie die Immigrantenklasse heute) aus so völlig unterschiedlichen Regionen wie Thrakien, Südrussland, Lydien, Kleinasien, Ägypten, Libyen oder Sizilien kamen und also auch unterschiedliche Ethnien angehörten. Dieser Umstand war der Sklavenhalterklasse sehr bewusst.
Vereinzelt kam auch einmal die Flucht eines Sklaven vor, eine solche war aber deshalb schwer, weil die Besitzer einander natürlich halfen. Massenflucht von Sklaven gab es wohl nur in Kriegszeiten vor. Die Sklavenhalter hingegen hielten zusammen, bildeten eine Einheit und handelten laut Ste. Croix als solche. Sie hielten die Sklaven ständig und mühelos unten, indem sie etwa eine Freilassung in Aussicht stellten, Strafen (z. B. Auspeitschen) verteilten oder sogar die – wenn es einem Sklaven erlaubt wurde, eine Familie zu haben – Kinder oder Partner als Geisel nahmen oder dies zumindest androhten und so als Druckmittel verwandten. Alltäglich dürfte auch die Propaganda im Kleinen gewesen sein. Die Sklaven wurden, so Ste. Croix, wohl überzeugt, dass sie ihr Schicksal nun einmal akzeptieren müssen, vielleicht auch noch in ihrem eigenen besten Interesse.

## Klassenkämpfe in der griechischen Antike
Ste. Croix’, vor allem am Begriff des Klassenkampfes orientierte, geschichtliche Darstellung der griechischen Antike beginnt mit einer Beschreibung einer Epoche, in der sklavenhaltende aristokratische Landbesitzer (die sogenannten „Guten“) noch ungestört auf Kosten der übrigen Menschen (die „Schlechten“) ihre Macht ausüben konnten (als aristokratische Schriftsteller geht er Hesiod, Theonis und Homer durch). Ab 650 v. Chr. jedoch begann in Griechenland die Zeit der Tyrannis, die sich wohl nicht selten auf eine breite Volksmasse stützen konnten und die Macht des angeborenen Blutadels – in den meisten Poleis – für immer brachen. Die Tyrannen selbst verschwanden nach ein bis zwei Generationen wieder von der Bühne, es folgte eine „offenere“ Gesellschaft: statt der Macht des Blutes und den tyrannischen Alleinherrschern gelangte die Klasse der Besitzenden an die Macht, Oligarchien entstanden. Die Oligarchie wiederum wurde in Städten wie Athen von der Demokratie abgelöst, die politische Macht lag nun in den Händen aller erwachsenen männlichen Bürger.
Die Bewertung der tyrannischen Phase findet Ste. Croix aufgrund schlechter Quellenlage schwer. Einerseits ist er der Ansicht, dass der alte Blutsadel die Macht nie von selber abgegeben hätte und bezeichnet deshalb die Tyrannis als „notwendige Phase“, als notwendige schmerzvolle Erfahrung. – Andererseits steht dieser Bewertung als notwendiges Übel Ste. Croix‚ gleichzeitige Sympathie für einige der Tyrannen entgegen. Der frühere König (basileios) stand auf der Seite der Aristokratie, der Tyrann aber – mindestens in mehreren Fällen – auf der anderen, auf der Seite des Volkes (demos). Der schlechte Ruf der Tyrannen dürfte erst später entstanden sein, jedenfalls wird zumindest Peisistratos bei Autoren wie Herodot, Thukydides und Aristoteles noch durchaus positiv dargestellt. Über Peisistratos sagt Ste. Croix sogar, dass er das Werk des großen Reformers Solon weitergeführt hat, indem er dessen Verfassung durchsetzte, die in ihren Tagen bewundernswürdig und progressiv war.
Auf politischer Ebene standen sich nach der Phase der Tyrannis der (früher ausschließlich angeborene) Adel mit Grundbesitz und das Volk gegenüber. An der Spitze des Volkes, der Gewöhnlichen, fanden sich Bürger, die es zu Wohlstand gebracht hatten und nun auch politische Macht anstrebten. Laut Ste. Croix wurden die Demokratien in den verschiedenen Poleis oft durch eine gewaltsame Revolution gegen die Herrschaft einer von der besitzenden Klasse kontrollierten Oligarchie eingeführt. Wesentliche Charakteristika der athenischen Demokratie waren nach Ste. Croix:
- Herrschaft der Mehrheit (sowohl in der Volksversammlung, wie an den Gerichten)
- Herrschaft des Volkes (im weiteren Sinn: die Herrschaft aller Bürger; im engeren – von aristokratischen Autoren bemerkten – Sinn: von den Armen über die Reichen; Ste. Croix meint, dass also die Einrichtung der Demokratie eine Rolle im Klassenkampf der unteren Bürgerklassen (der „Armen“) für eine Abmilderung der Ausbeutung gespielt haben muss)
- nur erwachsene Männer waren Bürger
- trotz allem Positiven beruhte die griechische Demokratie immer auch auf Sklavenarbeit
- Ziel der Demokratie war die größtmögliche Freiheit (eleutheria) der Bürger
- jede Stimme zählte gleich viel
- die Träger öffentlicher Funktionen wurden kontrolliert (und: wichtige Posten standen zur Wahl, weniger wichtige wurden ausgelost)
- Herrschaft des Gesetzes

Es folgen einige Bemerkungen zum Klassenkampf in der klassischen Zeit:
1. Den Klassenkampf zwischen der ausbeutenden und der ausgebeuteten Klasse dominierte eindeutig und ohne viel Gegenwehr die Klasse der Ausbeuter.
2. Die Mittelklasse nahm kaum am Klassenkampf der Ausbeuter und Ausgebeuteten teil, die Demokratie schützte sie vor Ausbeutung und ermöglichte es ihr, wenn nötig, politischen Klassenkampf zu führen. Die Verfassung und die Kontrolle über den Staat, eine wichtige Stellung im Klassenkampf und die wichtigste im politischen Klassenkampf, lag jedenfalls in den Händen des Volkes und nicht in denen der ausbeutenden Klasse.
3. Die Demokratie funktionierte, das Volk konnte sich – auf dieser politischen Ebene – gut gegen Ausbeutung wehren, von der hauptsächlich die Sklaven betroffen waren.
4. In Poleis, die Oligarchien waren, gab es sehr wohl auch Ausbeutung der breiten Masse durch die besitzenden Klassen.
5. Die Demokratiebewegungen haben immer, erstens, einen Führer aus der Klasse der Besitzenden gebraucht und, zweitens, zur Einführung der Demokratie immer Gewalt gegen die besitzende Klasse anwenden müssen.
6. Athen unterstützte – oft erfolgreich – Demokratiebewegungen in anderen Poleis (Sparta und Persien oft die Gegenseite, die Oligarchiebewegungen und Tyrannen).
7. Am politischen Klassenkampf konnten nur die männlichen erwachsenen Bürger teilnehmen.

Die von 508/7 bis 322/1 v. Chr. bestehende athenische Demokratie bewertet Ste. Croix insgesamt positiv. Die Führerschaft dieser Demokratie kam nach Ste. Croix bis 430 aus dieses Gebiet monopolisierenden „politischen Familien“, in den Jahren zwischen 430 und 400 v. Chr. tauchten allerdings „neue Männer“ auf: Politiker, die aus dem Volk kamen oder ihm nahestanden – die Demagogen (demagogoi). Der berühmteste Vertreter dieser Art war Kleon, ein professioneller Vollzeitpolitiker. Vonseiten der den oberen Klassen angehörenden antiken Autoren wurde ständig gegen die verhassten Demagogen polemisiert, die sich ihrerseits auf die Seite der unteren Klassen stellten. Insgesamt aber blieb der Klassenkampf, so Ste. Croix, auch zu dieser Zeit eher ruhig und harmlos. Dies kann unter anderem darauf zurückgeführt werden, dass das demokratische System stark genug war, die unteren Schichten der freien Bürger vor Ausbeutung zu schützen, und sicher auch darauf, dass die Reichen gut und sicher lebten, über Ämter auch zu Ansehen und Ehre kommen konnten.
Die beiden fehlgeschlagenen Versuche, die Oligarchie wieder einzuführen (411 und 404 v. Chr.), interpretiert Ste. Croix als Zeugnisse des Kampfes um die politische Macht zwischen einer Mehrzahl von Demokraten und einer Minderheit von Oligarchen. Im 4. Jh. v. Chr. war die Demokratie gut etabliert, alle athenischen Bürger zogen an einem Strang bis, so Ste. Croix, die makedonische, mit der Demokratie unvereinbare Despotie unter König Philipp und Alexander auf den Plan trat. Im vorerst unbehelligten Athen entstand von den unteren Klassen ausgehend eine antimakedonische Bewegung um den Führer Demosthenes herum. Nach einer Revolte der Griechen gegen Alexander wurden sie allerdings vom makedonischen Feldherrn Antipater besiegt, die athenische Demokratie war Geschichte und wurde im weiteren Verlauf von den vereinten Kräften der besitzenden Klasse, den Makedonen und Römern vollends zerstört.
Vom Klassenkampf auf ideologischer Ebene sind fast nur Zeugnisse vom Kampf der Besitzenden überliefert. Diese versuchte die Sklaven von der Unveränderbarkeit der Realität zu überzeugen, durch Stärke deren Furcht zu erzwingen und sie durch Drohung, Belohnung und in Aussichtstellung der Freilassung gefügig zu machen. Es ist nach Ste. Croix anzunehmen, dass die besitzende Klasse die Sklaverei nicht in Frage stellte, sie in manchen Fällen sogar für richtig hielt. Eine Ansicht, die möglicherweise auch von den anderen Bevölkerungsgruppen übernommen wurde. Nach Platon war eine intellektuelle Elite am besten zur Regierung geeignet, als weitere explizite Antidemokraten zählt Ste. Croix auf: Homer, Aristophanes, Archytas von Tarent, die Pythagoreer und Plutarch. Der Theorie der „natürlichen Sklaverei“ nach (Ste. Croix findet sie vor allem bei Platon und Aristoteles), gab es Griechen und Barbaren (Nicht-Griechen). Letztere wurden von den Griechen ohne Skrupel versklavt. Als die beiden letzten Punkte zum Klassenkampf auf ideologischer Ebene erwähnt Ste. Croix die demokratische Ideologie, nach der jeder Bürger befähigt war, zu regieren und schließlich das die Zeiten überdauernde Opium fürs Volk, die Überbewertung unendlicher, religiöser Fragen auf Kosten von ökonomischen, sozialen und politischen.